# Snokomish
Die Snokomish waren ein Indianerstamm, der um 1850 durch eine Pockenepidemie ausgelöscht wurde. Sie lebten nördlich des Gebiets der Semiahmoo, nahe der kanadisch-amerikanischen Grenze und gehörten zu den Küsten-Salish. Sie sprachen Halkomelem (Halq’emeylem), eine der Salish-Dialektgruppen.

## Geschichte
Zu ihrem Gebiet gehörte die Boundary Bay und die Einzugsgebiete der Flüsse Serpentine, Nicomekl und Campbell River. Sie waren mit den Semiahmoo verwandt, teilten mit ihnen eine Fischreuse an der Mündung des Campbell River sowie ein gemeinsames Jagdgebiet. 
Offenbar profitierten sie zunächst vom Handel mit der Hudson’s Bay Company in Fort Langley, da die Handelsroute durch ihr Gebiet führte. Ende der 1840er Jahre fielen sie jedoch fast alle einer schweren Pockenepidemie zum Opfer. Der Snokomish-Ort snákwaya, dessen Lokalisierung unsicher ist, aber sicherlich nahe Fort Langley zu suchen ist, wurde vollständig ausgelöscht. Das Gleiche gilt für das Dorf skwélic.
Die wenigen Überlebenden schlossen sich den Semiahmoo an, die das Snokomish-Gebiet an der Mündung des Nicomekl und am Serpentine River übernahmen.